# Rodney So'oialo
Rodney So'oialo (Apia, 3 de octubre de 1979) es un ex–jugador neozelandés de rugby nacido en Samoa que se desempeña como octavo.

## Selección nacional
Fue convocado a los All Blacks por primera vez en noviembre de 2002 para enfrentar a los Dragones rojos, fue un jugador regular de su seleccionado y disputó su último partido en noviembre de 2009 ante la Azzurri. En total jugó 62 partidos y marcó seis tries para un total de 30 puntos.

### Participaciones en Copas del Mundo
Disputó las Copas del Mundo de Australia 2003 donde los All Blacks llegaron como favoritos, barrieron su grupo, derrotaron a Sudáfrica en cuartos de final y llegaron a semifinales invictos, pero allí fueron vencidos por los locales; los Wallabies y Francia 2007 que terminó siendo un histórico fracaso: Les Bleus como anfitriones, estaban obligados a hacer un buen papel y consiguieron eliminar a los All Blacks que llegaban como favoritos y tras barrer su grupo, en cuartos de final.
| Mundial                       | Sede      | Resultado        | PJ | Tries |
| ----------------------------- | --------- | ---------------- | -- | ----- |
| Copa Mundial de Rugby de 2003 | Australia | Tercer puesto    | 4  | 2     |
| Copa Mundial de Rugby de 2007 | Francia   | Cuartos de final | 4  | 1     |

## Palmarés
- Campeón del The Rugby Championship de 2003, 2005, 2006, 2007 y 2008.
- Campeón de la Mitre 10 Cup de 2000.